# Жаліза
Жалі́за (кат. Gelida, вимова літературною каталанською [ʒə'łiðə], можливе альтернативне написання — Желі́да) - муніципалітет, розташований в Автономній області Каталонія, в Іспанії. Знаходиться у районі (кумарці) Ал-Панадес провінції Барселона, згідно з новою адміністративною реформою перебуватиме у складі Баґарії (округи) Барселона.

## Населення
Населення міста (у 2007 р.) становить 6.151 особа (з них менше 14 років - 16,7%, від 15 до 64 - 69%, понад 65 років - 14,3%). У 2006 р. народжуваність склала 94 особи, смертність - 46 осіб, зареєстровано 33 шлюби. У 2001 р. активне населення становило 2.382 особи, з них безробітних - 206 осіб.

Серед осіб, які проживали на території міста у 2001 р., 3.324 народилися в Каталонії (з них 1.719 осіб у тому самому районі, або кумарці), 1.044 особи приїхали з інших областей Іспанії, а 203 особи приїхали з-за кордону. 

Університетську освіту має 10,8% усього населення. 

У 2001 р. нараховувалося 1.661 домогосподарство (з них 18,8% складалися з однієї особи, 30,3% з двох осіб,22,6% з 3 осіб, 19,1% з 4 осіб, 6% з 5 осіб, 2,1% з 6 осіб, 0,5% з 7 осіб, 0,2% з 8 осіб і 0,2% з 9 і більше осіб).

Активне населення міста у 2001 р. працювало у таких сферах діяльності : у сільському господарстві - 1,6%, у промисловості - 34,7%, на будівництві - 8,8% і у сфері обслуговування - 54,9%. 

 У муніципалітеті або у власному районі (кумарці) працює 1.588 осіб, поза районом - 1.310 осіб.

### Безробіття
У 2007 р. нараховувалося 234 безробітних (у 2006 р. - 220 безробітних), з них чоловіки становили 40,6%, а жінки - 59,4%.

## Економіка

### Підприємства міста

#### Промислові підприємства
| \| Промислові підприємства міста, за сферою діяльності \| Промислові підприємства міста, за сферою діяльності \| Промислові підприємства міста, за сферою діяльності \| \| Рік \| 2002 р. \| 2001 р. \| \| --------------------------------------------------- \| --------------------------------------------------- \| --------------------------------------------------- \| \| Енергетичні та водні ресурси \| 1,4% \| 1,3% \| \| Хімія та метали \| 6,8% \| 6,4% \| \| Переробка металів \| 51,4% \| 52,6% \| \| Продукти харчування \| 10,8% \| 9% \| \| Текстиль \| 4,1% \| 5,1% \| \| Виробництво меблів, видання \| 21,6% \| 20,5% \| \| Інше \| 4,1% \| 5,1% \| \| Усього підприємств \| 74 \| 78 \| |         |         |
| Промислові підприємства міста, за сферою діяльності |         |         |
| Рік | 2002 р. | 2001 р. |
| Енергетичні та водні ресурси | 1,4%    | 1,3%    |
| Хімія та метали | 6,8%    | 6,4%    |
| Переробка металів | 51,4%   | 52,6%   |
| Продукти харчування | 10,8%   | 9%      |
| Текстиль | 4,1%    | 5,1%    |
| Виробництво меблів, видання | 21,6%   | 20,5%   |
| Інше | 4,1%    | 5,1%    |
| Усього підприємств | 74      | 78      |

#### Роздрібна торгівля
| \| Підприємства роздрібної торгівлі міста, за сферою діяльності \| Підприємства роздрібної торгівлі міста, за сферою діяльності \| Підприємства роздрібної торгівлі міста, за сферою діяльності \| \| Рік \| 2002 р. \| 2001 р. \| \| ------------------------------------------------------------ \| ------------------------------------------------------------ \| ------------------------------------------------------------ \| \| Продукти харчування \| 42,4% \| 43,9% \| \| Одяг та взуття \| 10,2% \| 8,8% \| \| Товари для дому \| 16,9% \| 14% \| \| Книги та періодичні видання \| 0% \| 0% \| \| Промислова хімічна продукція \| 6,8% \| 7% \| \| Продукція, пов'язана з транспортними засобами \| 1,7% \| 3,5% \| \| Інше \| 22% \| 22,8% \| \| Усього підприємств \| 59 \| 57 \| |         |         |
| Підприємства роздрібної торгівлі міста, за сферою діяльності |         |         |
| Рік | 2002 р. | 2001 р. |
| Продукти харчування | 42,4%   | 43,9%   |
| Одяг та взуття | 10,2%   | 8,8%    |
| Товари для дому | 16,9%   | 14%     |
| Книги та періодичні видання | 0%      | 0%      |
| Промислова хімічна продукція | 6,8%    | 7%      |
| Продукція, пов'язана з транспортними засобами | 1,7%    | 3,5%    |
| Інше | 22%     | 22,8%   |
| Усього підприємств | 59      | 57      |

#### Сфера послуг
| \| Підприємства міста, що працюють у сфері послуг, за діяльністю \| Підприємства міста, що працюють у сфері послуг, за діяльністю \| Підприємства міста, що працюють у сфері послуг, за діяльністю \| \| Рік \| 2002 р. \| 2001 р. \| \| ------------------------------------------------------------- \| ------------------------------------------------------------- \| ------------------------------------------------------------- \| \| Гуртова торгівля \| 17,2% \| 14,5% \| \| Готелі та готельний бізнес \| 20% \| 21,4% \| \| Транспорт та зв'язок \| 19,3% \| 20% \| \| Посередницькі фінансові послуги \| 2,8% \| 2,8% \| \| Послуги підприємствам \| 7,6% \| 6,9% \| \| Послуги фізичним особам \| 20,7% \| 23,4% \| \| Нерухомість та ін. \| 12,4% \| 11% \| \| Усього підприємств \| 145 \| 145 \| |         |         |
| Підприємства міста, що працюють у сфері послуг, за діяльністю |         |         |
| Рік | 2002 р. | 2001 р. |
| Гуртова торгівля | 17,2%   | 14,5%   |
| Готелі та готельний бізнес | 20%     | 21,4%   |
| Транспорт та зв'язок | 19,3%   | 20%     |
| Посередницькі фінансові послуги | 2,8%    | 2,8%    |
| Послуги підприємствам | 7,6%    | 6,9%    |
| Послуги фізичним особам | 20,7%   | 23,4%   |
| Нерухомість та ін. | 12,4%   | 11%     |
| Усього підприємств | 145     | 145     |

## Житловий фонд
У 2001 р. 6,3% усіх родин (домогосподарств) мали житло метражем до 59 м2, 39% - від 60 до 89 м2, 33,4% - від 90 до 119 м2 і
21,4% - понад 120 м2.

З усіх будівель у 2001 р. 46,9% було одноповерховими, 39,2% - двоповерховими, 10,9
% - триповерховими, 2,4% - чотириповерховими, 0,6% - п'ятиповерховими, 0% - шестиповерховими,
0% - семиповерховими, 0% - з вісьмома та більше поверхами.

## Автопарк
| \| Автомобілі, зареєстровані у місті, за призначенням \| Автомобілі, зареєстровані у місті, за призначенням \| Автомобілі, зареєстровані у місті, за призначенням \| \| Рік \| 2006 р. \| 2005 р. \| \| -------------------------------------------------- \| -------------------------------------------------- \| -------------------------------------------------- \| \| Приватні автомобілі \| 72,9% \| 73,3% \| \| Мотоцикли \| 9,6% \| 9% \| \| Вантажівки \| 14,6% \| 15,1% \| \| Трактори \| 0,3% \| 0,4% \| \| Автобуси та ін. \| 2,6% \| 2,2% \| \| Усього автомобілів \| 3.797 шт. \| 3.616 шт. \| |           |           |
| Автомобілі, зареєстровані у місті, за призначенням |           |           |
| Рік | 2006 р.   | 2005 р.   |
| Приватні автомобілі | 72,9%     | 73,3%     |
| Мотоцикли | 9,6%      | 9%        |
| Вантажівки | 14,6%     | 15,1%     |
| Трактори | 0,3%      | 0,4%      |
| Автобуси та ін. | 2,6%      | 2,2%      |
| Усього автомобілів | 3.797 шт. | 3.616 шт. |

## Вживання каталанської мови
У 2001 р. каталанську мову у місті розуміли 96,2% усього населення (у 1996 р. - 96,9%), вміли говорити нею 80,1% (у 1996 р. - 
81,3%), вміли читати 79,7% (у 1996 р. - 77,6%), вміли писати 55,2
% (у 1996 р. - 51,1%). Не розуміли каталанської мови 3,8%.

## Політичні уподобання
У виборах до Парламенту Каталонії у 2006 р. взяло участь 2.618 осіб (у 2003 р. - 2.686 осіб). Голоси за політичні сили розподілилися таким чином:
| \| Вибори до Парламенту Каталонії \| Вибори до Парламенту Каталонії \| Вибори до Парламенту Каталонії \| \| Рік \| 2006 р. \| 2003 р. \| \| -------------------------------------- \| ------------------------------ \| ------------------------------ \| \| Конвергенція та Єднання (CiU) \| 31,7% \| 32,8% \| \| Соціалістична партія Каталонії (PSC) \| 31,4% \| 33,1% \| \| Народна партія (PP) \| 7,1% \| 6,7% \| \| Ініціатива за зелену Каталонію (IC) \| 10,4% \| 5,6% \| \| Республіканська лівиця Каталонії (ERC) \| 14,8% \| 20,7% \| \| Громадянська партія (C's) \| 1,8% \| 0% \| \| Інші \| 2,9% \| 1,2% \| |         |         |
| Вибори до Парламенту Каталонії |         |         |
| Рік | 2006 р. | 2003 р. |
| Конвергенція та Єднання (CiU) | 31,7%   | 32,8%   |
| Соціалістична партія Каталонії (PSC) | 31,4%   | 33,1%   |
| Народна партія (PP) | 7,1%    | 6,7%    |
| Ініціатива за зелену Каталонію (IC) | 10,4%   | 5,6%    |
| Республіканська лівиця Каталонії (ERC) | 14,8%   | 20,7%   |
| Громадянська партія (C's) | 1,8%    | 0%      |
| Інші | 2,9%    | 1,2%    |

У муніципальних виборах у 2007 р. взяло участь 2.892 особи (у 2003 р. - 2.935 осіб). Голоси за політичні сили розподілилися таким чином:
| \| Муніципальні вибори \| Муніципальні вибори \| Муніципальні вибори \| \| Рік \| 2007 р. \| 2003 р. \| \| -------------------------------------- \| ------------------- \| ------------------- \| \| Конвергенція та Єднання (CiU) \| 14,9% \| 14,7% \| \| Соціалістична партія Каталонії (PSC) \| 53,9% \| 42,1% \| \| Народна партія (PP) \| 4,5% \| 5,8% \| \| Ініціатива за зелену Каталонію (IC) \| 8,4% \| 5% \| \| Республіканська лівиця Каталонії (ERC) \| 18,3% \| 32,4% \| \| Громадянська партія (C's) \| 0% \| 0% \| \| Інші \| 0% \| 0% \| |         |         |
| Муніципальні вибори |         |         |
| Рік | 2007 р. | 2003 р. |
| Конвергенція та Єднання (CiU) | 14,9%   | 14,7%   |
| Соціалістична партія Каталонії (PSC) | 53,9%   | 42,1%   |
| Народна партія (PP) | 4,5%    | 5,8%    |
| Ініціатива за зелену Каталонію (IC) | 8,4%    | 5%      |
| Республіканська лівиця Каталонії (ERC) | 18,3%   | 32,4%   |
| Громадянська партія (C's) | 0%      | 0%      |
| Інші | 0%      | 0%      |